# Свеча в темноте
Свеча в темноте: моя жизнь в науке (англ. Brief Candle in the Dark: My Life in Science) — второй том автобиографических мемуаров британского биолога-эволюциониста Ричарда Докинза. Он был опубликован на английском языке в сентябре 2015 года.

## Описание
В первом томе под названием «Неутолимая любознательность: становление ученого» рассказывается о первых тридцати пяти годах жизни Докинза до публикации «Эгоистичного гена» в 1976 году. В «Краткой свече в темноте» Ричард Докинз продолжает свою автобиографию вплоть до академической вечеринки в честь и «моего семидесятилетия». Он рассказывает о своих вдохновениях, идеях, встречах и истории. Докинз упоминает некоторых из своих «героев», таких как Чарльз Дарвин, Питер Медавар, Нико Тинберген, Билл Гамильтон, Джон Мейнард Смит, Дуглас Адамс, Карл Саган и Дэвид Аттенборо.
Он развивает такие темы, как его научная работа, путешествия и конференции, его рождественская лекция в Королевском институте («Расти во Вселенной», 1991 г.), его работа в качестве профессора по общественному пониманию науки в Оксфорде, его документальные фильмы (такие как «Корень всех зол? ), а также его личная жизнь и его книги.
Название книги является отсылкой к шекспировскому «Макбету»: «Погаси, потуши короткую свечу! Жизнь — всего лишь ходячая тень…» и напоминает нам о двух сторонах Докинза — педагога, стойко защищающего рационализм, — и человека, который видит поэзию в жизни, существовании и научных объяснениях.

## Отзывы
Kirkus Reviews счел книгу «впечатляющим обзором». Дуайт Гарнер писал, что книга «представляет общественную жизнь больше, чем частную». Стивен Шапин писал, что книга представляет собой «расплывчатое и многократно отступающее собрание воспоминаний, анекдотов, дополнений, цитат поклонников и расширенных цитат из него самого».